# Strada statale 175 della Valle del Bradano
La ex strada statale 175 della Valle del Bradano (SS 175), ora strada provinciale ex SS 175 della Valle del Bradano (SP ex SS 175)

## Storia
La strada statale 175 venne istituita nel 1953 con il seguente percorso: "Innesto con la SS. n. 7 presso Matera - stazione di Metaponto."

## Percorso
Collega Matera allo scalo di Metaponto, dove finisce in uno slargo, con un percorso di circa 44 km, suddivisibili in due archi:
Nella prima parte si attraversa la campagna materana, luogo di masserie e chiese rupestri del cosiddetto Villaggio Saraceno (cripte di San Luca, Vitisciulo, Madonna della Rena, Cristo La Selva), di una vecchia grancia (parco de' Monaci, oggi masseria Passarelli). Una serie di curve permettono di scendere dai 350 m s.l.m., quota d'inizio della strada, ai 150 m della masseria Passarelli (km 6). Il tracciato è compreso in questo tratto fra il torrente Gravina a sinistra e il Bradano, sempre più vicino, a destra. Un bivio per Montescaglioso (sulla sinistra al km 7), un bivio per Ginosa-Miglionico (sinistra-destra) in contrada Santa Lucia (dall'omonima chiesa rupestre, sita presso il corso del fiume Bradano, verso contrada Tre Confini) al km 11. Quindi la Dogana, toponimo ricorrente in molti siti dell'Italia meridionale per indicare quella istituzione in cui in epoca di feudalesimo e latifondi, i viandanti, ma in particolare i pastori transumanti, si fermavano per pagare tasse e subire controlli.
Quindi un quadrivio (km 16): a sinistra si volta in direzione Montescaglioso, diritto si prende la SP Sponda sinistra del fiume Bradano, a destra si prosegue sulla strada oggetto di trattazione. Si supera così il fiume Bradano, con un ponte vittima dell'alluvione del marzo 2011 e così chiuso al traffico per diversi mesi ai mezzi con carico superiore a 3,5 ton. Da questo punto la strada corre parallela alla destra del Bradano sino a Metaponto.
In questo primo tratto, la strada si stende nei territori di Matera (fino al km 12) e Montescaglioso (restante parte).
Al km 18 si incrocia la ex strada statale 380 dei Tre Confini: uno svincolo a trombetta immette sul secondo tronco.
La strada cambia a questo punto fisionomia: dalle caratteristiche geometriche (rettilinearità e larghezza superiori) al traffico, maggiore perché somma di quello (esiguo) che ha percorso il primo tratto e di quello più consistente che proviene dai Tre Confini.
Al km 23,6 un bivio per Bernalda, al km 32 bivio per Ginosa-Bernalda (sinistra-destra).
Al km 35 si raggiunge Serramarina, borgo rurale, frazione di Bernalda, costruito negli anni cinquanta (XX sec.), all'epoca della bonifica del Metapontino e della parcellizzazione del latifondo, così detto dal nome del poggio (in alcuni idiomi Serra, Marina perché è volto verso il mare) alle cui falde l'agglomerato di case sorge. Sul colle (200 m s.l.m.) sono una masseria fortificata (visibile percorrendo la strada da Metaponto verso Matera, masseria Serramarina) adibita a luogo di coltivazione biologica, possibile sede di tirocinio per agronomi e studenti di discipline del campo agro-biologico-alimentare e offerta di 270 posti di lavoro.
Superata quest'ultima altura, si scende finalmente verso la Piana di Metaponto: un grande incrocio "a quadrifoglio" (km 40) connette la SP "ex SS 175" con la SS 106 "Ionica" e poi (km 44) un incrocio canalizzato con una grande rotatoria centrale mette la strada in comunicazione con la SS407 "Basentana" e consente un ulteriore accesso alla SS106 "Ionica". 
In questa seconda parte, la strada si sviluppa nei territori di Montescaglioso, fino al km 32, Ginosa (km 32), Bernalda (km 32-44).
In seguito al decreto legislativo n. 112 del 1998, dal 2001 la gestione è passata dall'ANAS alla Regione Basilicata, che ha provveduto al trasferimento dell'infrastruttura al demanio della Provincia di Matera.